# Schmidt Attila
Schmidt Attila, Schmiedt Attila Iván (Lőkösháza, 1866. október 4. – Budapest, Ferencváros, 1932. február 16.) filozófiai doktor, állami főgimnáziumi tanár.

## Élete
Schmiedt János (Iván) és Alexy Janka fiaként született. 1891-ben nyert tanári oklevelet a latinból és görögből, és 1889–1891-ben a kassai állami főreáliskolában tanított, 1892 óta pedig a budapesti VIII. kerületi állami főgimnázium tanára. Halálát hurutos tüdőgyulladás okozta, a Farkasréti temetőben helyezték örök nyugalomra 1932. február 19-én. Neje verebélyi Thotth (Tóth) Vilma Etelka volt, akivel 1910. május 21-én Budapesten, a Ferencvárosban kötött házasságot.

## Művei

### Folyóiratcikkek
Cikkei a kassai állami főreáliskola Értesítőjében (1890. A latin nyelv a reáliskolában, 1891. Antik és modern színpad); az Egyetemes Philologiai Közlönyben (1892-től könyvismertetések, 1898. Adnotationes ad Ciceronis Oratorem, 1899. Az Igaz Barátság Tüköréhez); a Tanáregylet Közlönyében (1894. A latin olvasmányok kérdéséhez); a Tanulók Lapjában (1895. Amphitheatrális játékok Rómában). Szócikkeket írt az Ókori lexikonba.

### Önállóan megjelent művei
1. Terensius Adelphoe c. művének viszonya görög archetypusaihoz. Budapest, 1888.
2. Latin nyelvtan középiskolák számára. Budapest, 1895.
3. Tacitus Cornelius Anneleséből szemelvények. Budapest, 1897. (Jeles Írók Iskolai Tára 56.)
4. Latin nyelvtan reáliskolák számára. Budapest, 1898. (Ism. Egy. Philol. Közlöny 1897.)
5. Latin olvasó- és gyakorló-könyv. (Kautzmann, Pfaff és Schmidt nyomán.) Budapest, 1898. (Ism. Egyet. Philol. Közlöny 1897.)
6. Latin-magyar szótár. A középiskolák használatára. Budapest, 1902. (Szőke Adolffal.)
7. Magyar-latin szótár. A középiskolák használatára. Budapest, 1903. (Szőke Adolffal.)